# Украденные дети
1. REDIRECT Украденные дети (фильм, 1993)